# Лангли (Оклахома)
Лангли (енгл. Langley) град је у америчкој савезној држави Оклахома.

## Демографија
По попису из 2010. године број становника је 819, што је 150 (22,4%) становника више него 2000. године.
| Група             | 2000.       | 2010.       |
| Белци             | 444 (66,4%) | 557 (68,0%) |
| Афроамериканци    | 3 (0,4%)    | 6 (0,7%)    |
| Азијати           | 2 (0,3%)    | 7 (0,9%)    |
| Хиспаноамериканци | 27 (4,0%)   | 30 (3,7%)   |
| Укупно            | 669         | 819         |